# Roger Saint-Vil
Roger Saint-Vil (Puerto Príncipe; 8 de diciembre de 1949-Nueva York; 7 de junio de 2020) fue un futbolista haitiano que jugó en Estados Unidos, Trinidad y Tobago y Haití.
Era el hermano menor de Guy Saint-Vil y extremo izquierdo del equipo nacional de Haití en la Copa Mundial de la FIFA 1974.

## Trayectoria
En 1963, cuando tenía catorce años, fichó por el Zénith de la Tercera División de Haití. Se trasladó al Racing Club Haïtien.
Comenzó con el equipo de Tercera División, pero después de tres partidos fue convocado al primer equipo. Se mudó al Violette Athletic Club.
En 1974, jugó para Archibald FC en Trinidad y Tobago. En 1975, jugó un número indeterminado de partidos, anotando ocho goles, con los Cincinnati Comets de la American Soccer League.

## Selección nacional
Tuvo la oportunidad de vestir la camiseta de Haití diez veces (dos goles marcados), entre 1969 y 1977. Aparece en el grupo seleccionado en el Mundial de 1974 en Alemania Occidental, donde juega solo un partido (contra Polonia) de los tres disputados por su país.

### Participaciones en Copas del Mundo
| Mundial                        | Sede     | Resultado    |
| ------------------------------ | -------- | ------------ |
| Copa Mundial de Fútbol de 1974 | Alemania | Primera fase |

## Clubes
| Club                    | País              | Año       |
| ----------------------- | ----------------- | --------- |
| Zénith                  | Haití             | 1963-1964 |
| Racing Haïtien          | Haití             | 1964-1965 |
| Violette                | Haití             | 1965-1966 |
| Racing Haïtien          | Haití             | 1967-1970 |
| Baltimore Bays (cesión) | Estados Unidos    | 1968      |
| Violette                | Haití             | 1970-1974 |
| Archibald               | Trinidad y Tobago | 1974      |
| Baltimore Comets        | Estados Unidos    | 1975      |
| Cincinnati Comets       | Estados Unidos    | 1975      |
| Violette                | Haití             | 1976      |
| Racing Haïtien          | Haití             | 1976-1978 |

## Palmarés

### Títulos internacionales
| Título                                | Equipo | Sede  | Año  |
| ------------------------------------- | ------ | ----- | ---- |
| Campeonato de Naciones de la Concacaf | Haití  | Haití | 1973 |